# Locodeni, Harghita
Locodeni (maghiară Lókod) este un sat în comuna Mărtiniș din județul Harghita, Transilvania, România.
 Acest articol despre o localitate din județul Harghita este deocamdată un ciot. Puteți ajuta Wikipedia prin completarea lui.